# Liu Li Yang
Liu Li Yang (chino tradicional: 刘力扬; chino: 刘力扬, pinyin: Liu Liyang, Pekín, 24 de octubre de 1982) es una cantante china, también conocida en lengua inglesa como Jade Liu. Su popularidad deriva de la tercera temporada (en 2006), en un concurso de canto, conocido como Super Girls (en chino: 超级 女声), incluso por voz como la Super Chica. Su recopilación ha obtenido de más de 350.000 votos, convirtiéndose en la ganadora de la competición en la que tuvo lugar en el distrito de Guangzhou. Como una de las favoritas, ella llegó al podio logrado en la colocación del segundo puesto. Su carismática personalidad y su aspecto andrógino y por una voz conmovedora, la llevó al éxito. Sus seguidores son conocidos como Li Zi (chino: 栗子; Inglés: Castaños), apodo derivado de la primera letra de su nombre, 'Li' (力). El 4 de enero de 2008, la cantante ha firmado un contrato con la HIM International.

## Carrera musical

### 2006: Super Girl competición

#### Actuaciones en el concurso Super Girl
| Locación | Ronda    | Canción              | Artista Original              |
| -------- | -------- | -------------------- | ----------------------------- |
| 广州     | 海选进50 | It's Your Chance     | Tanya Chua 蔡健雅             |
| 广州     | 50进20   | Wonderful Tonight    | Eric Clapton                  |
| 广州     | 20进10   | It's Your Chance     | Tanya Chua 蔡健雅             |
| 广州     | 10进 7   | 翅膀之歌             | Power Station 动力火车        |
| 广州     | 7进 5    | Tell Me              | Wilber Pan 潘玮柏             |
| 广州     | 7进 5    | 爱我别走             | Chang Chen-yue 张震岳         |
| 广州     | 决赛     | 小姑娘               |                               |
| 广州     | 决赛     | 海阔天空             | Shin 信乐团                   |
| 广州     | 决赛     | 那些花儿             | Christine Fan 范玮琪          |
| 全国     | 10进8    | If                   | Bread                         |
| 全国     | 10进8    | 认错                 | Terry Lin 林志炫              |
| 全国     | 8进6     | Fly Me to the Moon   | Frank Sinatra                 |
| 全国     | 8进6     | Kiss Goodbye         | 王力宏                        |
| 全国     | 6进5     | The Game of Love     | Santana feat. Michelle Branch |
| 全国     | 6进5     | 追梦人               | Feng Fei-Fei 凤飞飞           |
| 全国     | 6进5     | 放我的真心在你的手心 | 叶欢                          |
| 全国     | 5进4     | 彩云追月             |                               |
| 全国     | 5进4     | 翅膀之歌             | Power Station 动力火车        |
| 全国     | 5进4     | 海阔天空             | Shin 信乐团                   |
| 全国     | 5进4     | 你的样子             | Lo Ta-yu 羅大佑               |
| 全国     | 决赛     | 打错了               | Faye Wong 王菲                |
| 全国     | 决赛     | Wonderful Tonight    | Eric Clapton                  |
| 全国     | 决赛     | 但愿人长久           | Teresa Teng 邓丽君            |
| 全国     | 决赛     | 不知所措             | 优客李林                      |

## Discografía

### Álbumes
| Año  | Mini Información del Álbum | Lista de canciones |
| ---- | --- | --- |
| 2009 | 转寄刘力扬 (Forward) Fecha de publicación: 6 de noviembre de 2009 Idioma: Mandarín Género: Ballad, Pop Discográfica: HIM International Music | 1. 礼物 (Present) 2. 崇拜你 (Adore You） 3. 一个人就好 (Fine By Myself) 4. 梅花香 (Scent of Plum Blossom) 5. 寂寞光年 (Lonely Years) |

| Año  | Información del Álbum | Lista de canciones |
| ---- | --- | --- |
| 2008 | 我就是這樣 (I Am Who I Am) Fecha de publicación: 2 de junio de 2008 Idioma: mandarín Género: Balada, Pop Sello: [HIM [Internacional de Música]] | 1. 我就是這樣 (I Am Who I Am) - Feat. Tank 2. 眼淚笑了 (Tears Smile) 3. 靠不靠譜 (Reliable or Not) 4. 傳說 (Legend) - Duet with Yoga Lin 5. 一句一傷 (One Sentence, One Wound) 6. 拍寫 (Sorry) 7. 單 (Single) 8. 死胡同 (Blind Alley) 9. 我愛你有什麼不對 (What's Wrong With Loving You) 10. 雨念 (Reminiscing Rain) |

### EP
| Año  | EP Información                                                                              | Lista de canciones                                                                       |
| ---- | ------------------------------------------------------------------------------------------- | ---------------------------------------------------------------------------------------- |
| 2007 | 提线木偶 (Stringed Puppets) Fecha de publicación: 13 de agosto de 2007 Discográfica: TianYu | 1. 提线木偶 (Stringed Puppets) 2. 耶路撒冷 (Jerusalem) 3. 英雄的呼唤 (The Call of Heros) |

### Singles
| Año  | Información de canción                          | Título de la canción         |
| ---- | ----------------------------------------------- | ---------------------------- |
| 2006 | Fecha de publicación: 2006 Discográfica: TianYu | 1. Rain.布莱梅 (Rain Bremen) |

### Dramas
| Año  | Título                       | Personaje |
| ---- | ---------------------------- | --------- |
| 2008 | 小家大事 （Family Affairs）  | 贾雪芳    |
| 2010 | 就想賴著妳 （Down With Love) | 苏斐      |